# Otto Rheinhold

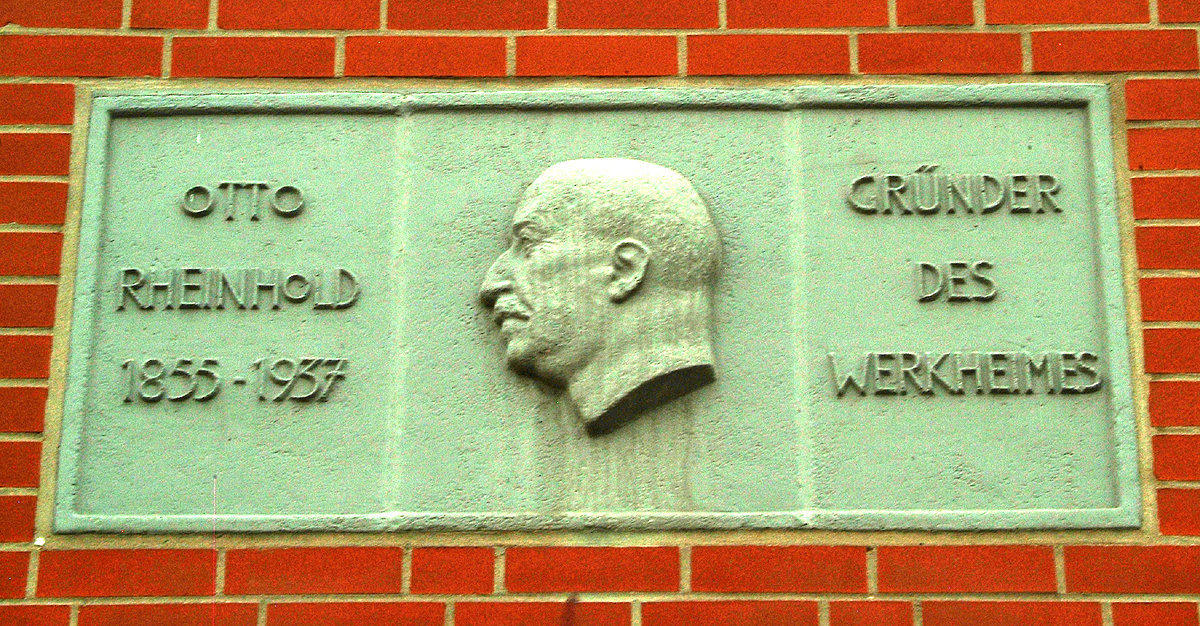
Tafel „Otto Rheinhold 1855-1937. Gründer des Werkheimes“

Otto Rheinhold (auch: Otto Reinhold; geboren 14. März 1855 in Oberlahnstein; gestorben 16. August 1937 in Hannover) war ein deutscher Fabrikant, Stifter und Mäzen. Insbesondere durch sein Engagement für die Wohnungslosenhilfe zählt er laut dem Historiker Peter Schulze „zu den wenigen Menschen, deren wirtschaftliches, soziales und kulturelles Lebenswerk gesellschaftliche Bedeutung in ihrer Zeit erlangte und noch in unseren Tagen beanspruchen kann.“

## Leben
Otto Rheinhold wurde 1855 in Ehrenbreitstein geboren und nach jüdischer Tradition erzogen. Sein Vater Seligmann Rheinhold war Getreidehändler und stammte aus dem rheinischen Oberlahnstein. Otto durchlief eine Ausbildung zum „Handlungsgehilfen“ und ließ sich 1874 im Alter von 19 Jahren in der Stadt Celle nieder. Dort beschäftigte er sich gemeinsam mit seinem älteren Bruder Sartorius zunächst mit der Belieferung der vor Ort stationierten Militär-Einheiten.
Am 7. Februar 1886 heiratete Rheinhold die aus der in Celle alteingesessenen jüdischen Familie Daniel stammende Elise (geboren 30. Juli 1865 in Celle; gestorben 23. August 1942 in Theresienstadt), die jüngste von drei Töchtern und eines von vier Kindern des Kaufmanns und Bankiers Philipp Daniel (gestorben 1899) und seiner Ehefrau Elise, geborene Meyer (gestorben 1902 in Hannover und begraben auf dem Jüdischen Friedhof in Celle).
1887 gründeten die Gebrüder Otto und Sartorius Rheinhold das Bergbauunternehmen Vereinigte Kieselguhr- und Korksteingesellschaft mit dem neben der Produktion von Korkstein insbesondere der regional vorgefundene Bodenschatz Kieselgur abgebaut werden sollte. Aus diesen steinzeitlichen Ablagerungen der Kieselalgen entwickelten die Rheinholds verschiedene Isoliermaterialien für die Maschinenindustrie im In- und Ausland, laut einer Anzeige um 1900 insbesondere „Isolirungen von Lokomotivkesseln und ähnlichen Dampfbehältern“. Durch die verarbeiteten Rohstoffe war das Unternehmen bald zu einem bedeutenden Hersteller von Wärme- und Kälteschutz aufgestiegen.
Noch bevor der eigentliche Boom um das Erdöl in dem niedersächsischen Ort Wietze einsetzte, beteiligte sich Ottos Bruder Sartorius 1887 an der Gründung einer Bohr-Gesellschaft, den Deutschen Mineraloel-Werken Tiemann, Schrader, Rheinhold, aus der im Jahr 1896 die „Hannoversch-Westfälischen Erdölwerke“ hervorgingen, bei denen Otto nach Ausscheiden von Julius Eick ab 1899 Mitgesellschafter wurde.

Kolorierte Ansichtskarte mit „Rheinhold's Heidhof“, dem 1901 erworbenen gemeinsamen ländlichen Domizil der Brüder Otto und Sartorius in Winsen (Aller);
„Photographie-Verlag“ von Otto Braackmann, um 1910

Bald darauf beteiligten sich die Brüder zudem an dem 1905 gegründeten „Kaliwerk Prinz Adalbert“ in der dem Ort Wietze benachbarten Ortschaft Oldau. Für die Kinder ihrer Arbeitnehmer ließen die beiden Unternehmer 1908 in Südwinsen ein Erholungsheim einrichten.
Unterdessen war Otto Reinhold mit seiner Frau Elise und den beiden Söhnen Paul und Walter in den 1890er Jahren nach Hannover übergesiedelt, wo er das hannoversche Bürgerrecht erworben hatte und in gutbürgerlicher Nachbarschaft wohnte, anfangs in der Arnswaldtstraße, später in der Erwinstraße. Insbesondere nach dem Tod seines Bruders, des Berliner Bildhauers Hugo Rheinhold, widmete Otto Rheinhold seine Zeit und sein Vermögen sowohl karitativen wie auch gemeinnützigen Zwecken. So begründete er aus dem Nachlass seines Bruders im Jahr 1902 die „Hugo-Rheinhold-Stiftung“ mit dem Ziel der Förderung „ethisch-sozialer Bestrebungen“.
Obwohl Otto und seine Ehefrau Elise Rheinhold aus dem Judentum ausgeschieden waren, folgte Otto dem Beispiel seines älteren Bruders Sartorius, der Mitglied der jüdischen Gemeinde geblieben war und großzügige Stiftungen sowohl für jüdische wie auch allgemeine Zwecke tätigte. Otto und Sartorius „Reinhold“ waren zudem Mitglieder des Vereins Esra, Verein zur Unterstützung ackerbautreibender Juden in Palästina und Syrien. Doch das persönliche karitative Engagement Otto Rheinholds überstieg darüber hinaus bei weitem die seinerzeit von Begüterten erwartete „gelegentliche Spendenbereitschaft zugunsten der Wohlfahrt“. Zwar fehlen heute persönliche Zeugnisse zu den Beweggründen insbesondere zu Otto Rheinhold, doch sieht der Historiker Peter Schulze ein auf die Praxis ausgerichtetes Handeln Rheinholds „im Sinne moralischer Verpflichtung, praktische Nächstenliebe zu üben und Bedürftige zu unterstützen“.

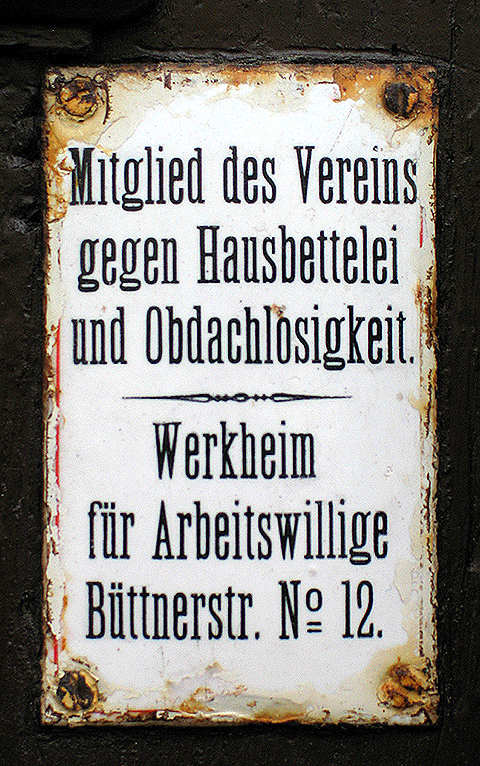
Türschild: „Mitglied des Vereins gegen Hausbettelei und Obdachlosigkeit / Werkheim für Arbeitswillige ...“

Nachdem Otto Rheinhold 1907 die Gründung des „Hannoverschen Asylvereins für Obdachlose“ initiiert hatte, förderte er 1910 dessen Vereinigung mit dem schon seit 1879 bestehenden „Verein gegen Hausbettelei“ zum „Verein gegen Hausbettelei und Obdachlosigkeit“. Als dessen Vorsitzender betrieb er die Errichtung des „Werkheims“ in der Büttnerstraße.
1914 war Otto Rheinhold einer der Mitbegründer des „Hilfsvereins für stellenlose Kaufleute und sonstige Schreibkundige“.
Nach dem Beginn des Ersten Weltkrieges begann das Rheinholdsche Unternehmen mit freiwilligen Zahlungen an die Familien von zu Kriegsdiensten eingezogenen Angestellten und Arbeitern, während das Ferienheim in Winsen als Lazarett bereitgestellt wurde. Zusätzlich spendete die Familie Rheinhold an die hannoversche städtische Kriegsfürsorge und das Rote Kreuz.
Nachdem Rheinholds Sohn Paul am 10. August 1914 in Frankreich gefallen war, ließ Otto Rheinhold den Architekten Hermann Schaedtler bis 1915 ein Familiengrab auf dem Stadtfriedhof Stöcken errichten. Zudem bot Otto Rheinhold dem hannoverschen Magistrat die Stiftung eines Denkmals für die Stöckener Kriegergrababteilung an. Dabei sollte eine zu schaffende Plastik einer trauernden Frau, schrieb Otto Rheinhold, „die durch den unseligen Krieg herbeigeführte Trauer“ zum Ausdruck bringen. Doch der Magistrat – ganz im damals vorherrschenden Selbstverständnis des nach „Siegfrieden“ und Annexion strebenden Bürgertums – bevorzugte martialische Sinnbilder wie etwa gepanzerte Kämpfer mit gewaltigen Schwertern. Solchen Vorstellungen trat Rheinhold jedoch durch die Schenkung der Skulptur entgegen, die die Stadt Hannover nach längeren Verhandlungen schließlich annahm. Rheinholds „Trauernde“ wurde allerdings nicht in das Zentrum platziert, sondern nur an den Rand der Kriegergrababteilung.
1917 wurde Rheinhold als Mitglied der Kaiser-Wilhelm-Gesellschaft aufgenommen. Im März 1918 schlug der hannoversche Polizeipräsident Rudolf von Beckerath – unter Hinweis auf Otto Rheinholds unternehmerische Erfolge, dessen vielfältiges wohltätiges Engagement und nicht zuletzt auch „seine königstreue Gesinnung“ – Rheinhold mit der Verleihung des Titels als „Kommerzienrat“ zu ehren. Durch das bald folgende Ende der Monarchie wurde von Beckerats Antrag allerdings gegenstandslos.
Nach der Machtergreifung im Jahr 1933 musste Otto Rheinhold auf Verlangen der Nationalsozialisten den Vorsitz des „Vereins gegen Hausbettelei und Obdachlosigkeit“ niederlegen; er starb vier Jahre später und wurde in der Familiengrabstelle auf dem Stadtfriedhof Stöcken bestattet, Abteilung A 17, am Südwestufer des Teiches.
Seine Witwe Elise Rheinhold wurde im September 1941 in das sogenannte „Judenhaus“ in der Ohestraße 9 zwangseingewiesen, wo zeitweilig bis zu 200 anderen Menschen auf engstem Raum eingepfercht wurden. Nach der Räumung des „Judenhauses“ kam Elise mutmaßlich zunächst in die zu einer Sammelstelle umgewandelte ehemalige Israelitische Gartenbauschule Ahlem und wurde später – wie auch ihre älteste Schwester Anna – nach Theresienstadt deportiert. Dort starb sie nach vier Wochen am 23. August 1942 im Alter von 77 Jahren. Eine Inschrift am Familiengrab auf dem Stöckener Friedhof erinnert heute an sie und ihr Name auf dem Mahnmal für die ermordeten Juden Hannovers.
Walter Rheinhold, der jüngere der beiden Söhne des Ehepaares, überlebte die Naziherrschaft. In der Nachkriegszeit in Deutschland wirkte er als langjähriges Mitglied im Vorstand des Vereins „Werkheim e.V.“, einer Einrichtung der lokalen Wohnungslosenhilfe, und führte auf diese Weise das von seinem Vater begonnene karitative Engagement fort.

## Ehrungen und Gedenken

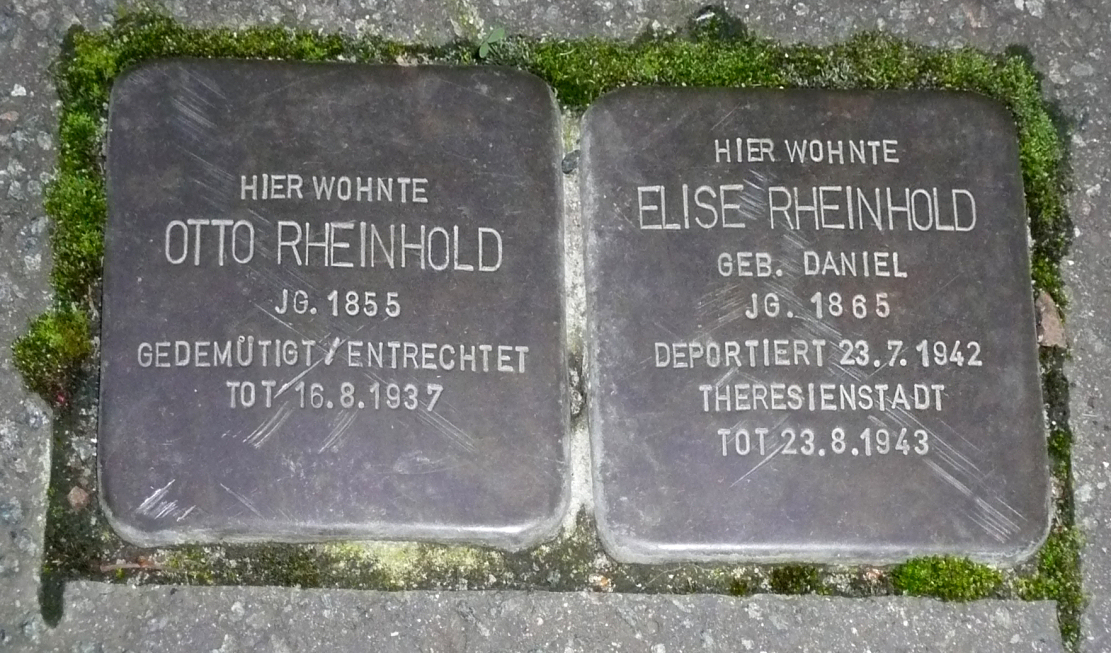
Stolpersteine für Otto und Elise Rheinhold vor dem Haus Erwinstraße 7 im hannoverschen Stadtteil Mitte

- 1952 wurde am Eingang des Werkheims an der Büttnerstraße in Hannover eine öffentlich sichtbare steinerne Tafel zu Ehren des Mitgründers des „Asylvereins für Obdachlose“ und langjährigen Vorsitzender des „Vereins gegen Hausbettelei und Obdachlosigkeit“, des Trägervereins des Werkheims, installiert. Die Tafel zeigt als Relief das Profil Rheinholds mit dem Text „Otto Rheinhold 1855–1937. Gründer des Werkheimes“.[3]
- 1993 wurde der im Stadtteil Vahrenwald vom Karl-Imhoff-Weg zur Straße Im Othfelde neu angelegte Otto-Rheinhold-Weg nach dem Fabrikanten und Werkheim-Begründer benannt.[1]
- Am 18. September 2013 wurden vor dem Haus Erwinstraße 7 im hannoverschen Stadtteil Mitte zwei Stolpersteine verlegt für Otto und Elise Rheinhold.[10]